# Оноре Домије
Оноре Домије (фр. Honoré Daumier; Марсеј, 26. фебруар 1808 — Валмандоа, 10. фебруар 1879) био је француски графичар, сликар, вајар и најзначајнији карикатуриста 19. века. Оснивач је сатиричних недељника “La Charicature” и “Le Charivarim” у којима је неколико деценија објављивао бритке карикатуре критикујући политичко-социјалну стварност и друштвене догађаје у Француској. Већину живота провео је стварајући у Паризу, а као сликар и вајар био је самоук, што га није спречило да постане један од водећих уметника реализма.

## Биографија
Домије је рођен у Марсеју као син Жан-Батист Луј Домијеа и Сесил Катрин Филип. Породица се 1816. преселила у Париз. Млади Домије је у младости показивао неодољиву тежњу уметничкој професији, коју је његов отац желео да потисне па га је запослио као свог потрчка, а касније књижара. 1823. године је примљен у Швајцарску академију, а успут се бавио литографијом.
Године 1822. почео је образовање код једног од ученика Жака Луја Давида. Након краткотрајног бављења делима Рубенса и Тицијана, Домије се претежно посветио новој техници литографије која је била његово главно изражајно средство. Прву пажњу јавности скренуо је својим карикатурама за сатиричне часописе La Caricature (забрањен 1837) и Le Charivari. За Le Charivari је израдио око 3.400 литографија и многобројне дуборезе, као и друштвене сатире на рачун политичког и малограђанског живота. Његова заслуга је у томе што је карикатуру уздигао у ранг самосталне уметничке форме. Његове слике и пластике говоре о политичкој и судској корупцији. Међутим, он је приказивао и свакодневицу људи, као и библијске мотиве и мотиве из књижевности (углавном из дела Молијера). Слабљење вида које је од 1872. водило ка слепилу омело је његово стваралаштво, али су се о њему старали његови пријатељи из Барбизонске школе.

## Дела
Домије је био самоуки сликар и већином је сликао мање формате негујући ликовни израз који је примеренији његовим литографијама, а у сликама се показао као иновативан и прогресиван. У крајњој редукцији ликовног израза, шкртом палетом, контрастима тамних и светлих маса, сликао је дирљиве сцене патњи пучких ликова или ликова по књижевним предлошцима, историјских или друштвених догађаја.
У истом маниру моделовао је експресивне, често полихромиране, карикатуре политичара и портрете француских књижевника (Балзак).
Представио је Луја Филипа , тадашњег владара као крушку (Луј Филип био је безобзирни, дебели тиранин). Домије је ради тог цртежа провео неколико месеци у затвору.
Слика Вагон треће класе је његово најпознатије дело. Тада су возови били јако важни, мада спори и бучни. Домије приказује неквалификовану радну снагу, путнике у возу. Ту су радници, преваранти, али у првом плану је старица са корпом са пијаце, дечак и млада жена са бебом. Дивна целина која нас асоцира на Богородицу са светом Аном, прилагодио је ову иконографску сцену. Градио је фину пирамиду од ликова, у неколико планова (различито окренути људи). Показао је да се нове теме морају приказати на нови начин : нема линеарне ни ваздушне перспективе, јавља се сликање по плановима.

## Галерија
- Вагон треће класе, уље на платну, 65 × 90 cm, Метрополитан музеј, Њујорк
- Карикатура Виктора Игоа, литографија из часописа "Le Charivari"
- Гаргантуа, литографија из 1831. због које је Домије завршио у затвору
- Конференција у Лондону из 1832.
- Поштени људи, литографија из 1834.
- Crispin i Scapin, 1858-1860, уље на платну, 60 × 82 cm, Лувр, Париз.
- Колекционар графика, 1857-60, уље на платну, 41 × 33 cm, Музеј Petit-Palais, Париз
- Адвокати, литографија из збирке Људи правде
- Умишљени болесник, уље на платну